# Expo 2008
Expo 2008 (také Světová výstava 2008) byla mezinárodní specializovaná výstava průmyslu a kultury, která se konala od 14. června do 14. září 2008 ve španělské Zaragoze. Vzhledem k naléhavé otázce hospodaření s vodními zdroji i vlastním zkušenostem města na soutoku dvou velkých řek se tématem Expa stala „Voda a její trvale udržitelný rozvoj“. Česká republika na výstavě zastoupena nebyla.
O konání Expo v Zaragoze rozhodl Mezinárodní úřad pro výstavnictví 16. prosince 2004. Kromě Zaragozy se o výstavu ucházeli i řecká Soluň a italský Terst. Byla to první výstava od doby, kdy byla přijala nová pravidla upravující tento typ akcí oficiálně zvaný mezinárodní specializovaná výstava. Nová pravidla stanovují, že výstava nesmí trvat déle než tři měsíce a maximální plocha výstaviště nesmí přesáhnout 25 hektarů, čímž se organizátoři vybízejí k efektivnímu využívání prostor pro tematické a mezinárodní pavilony.

## Areál výstaviště
Územní plán výstavy respektoval udržitelný aspekt tématu a potřeby města a preferoval zelenou variantu před betonovou. Areál výstaviště se nacházel na břehu řeky Ebro a speciálně pro Expo zde vzniklo několik mistrovských architektonických děl. Patří mezi ně unikátně tvarovaný mostní pavilon Zahy Hadid, který sloužil jako hlavní vstup do areálu z centra města a jako tematický pavilon. Další tematický pavilon, vodárenská vež Torre del Agua ve tvaru kapky od Enrique de Teresy, je vysoký 76 metrů a zůstává dominantou města.

## Expozice

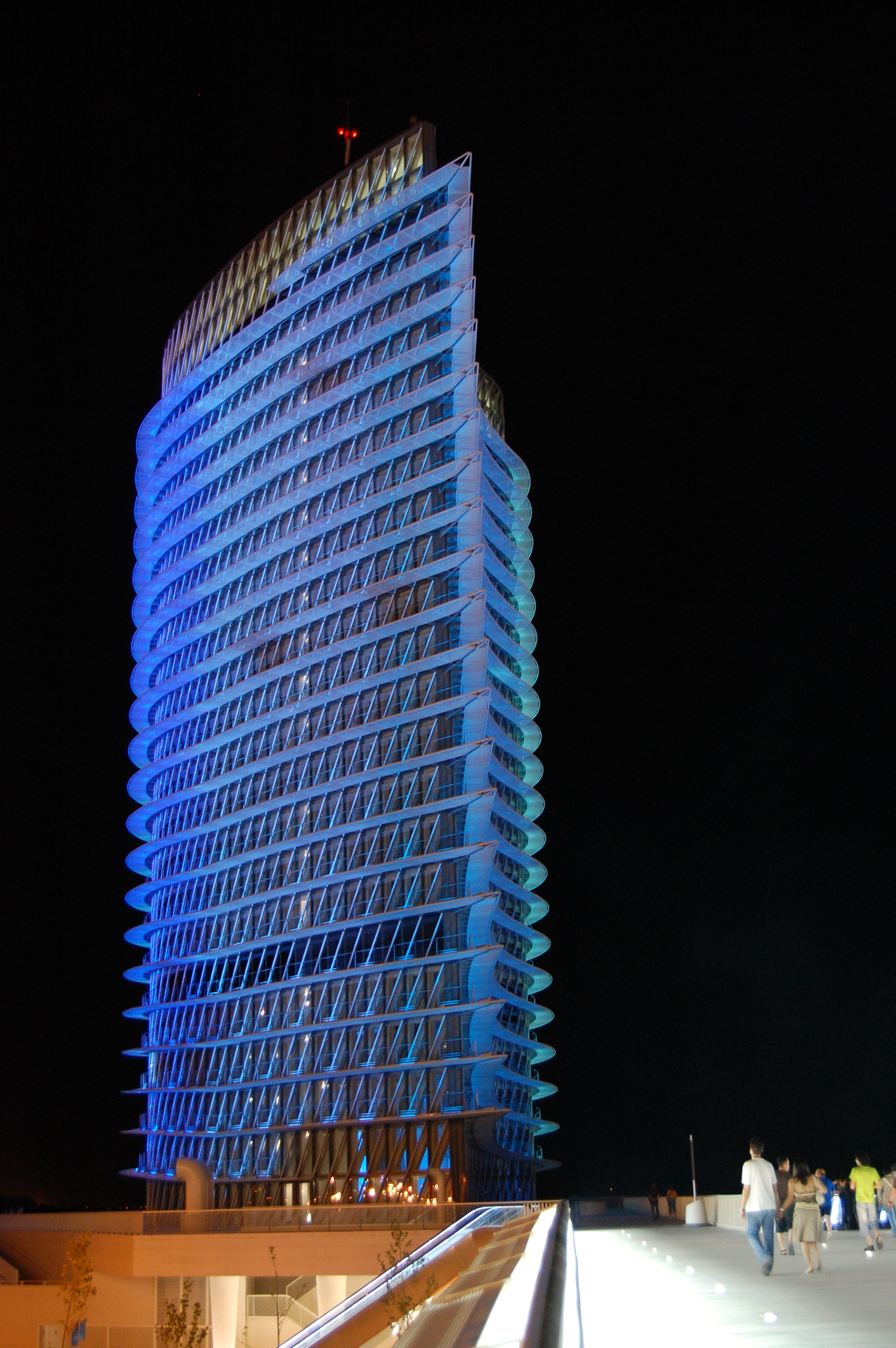
Torre del agua

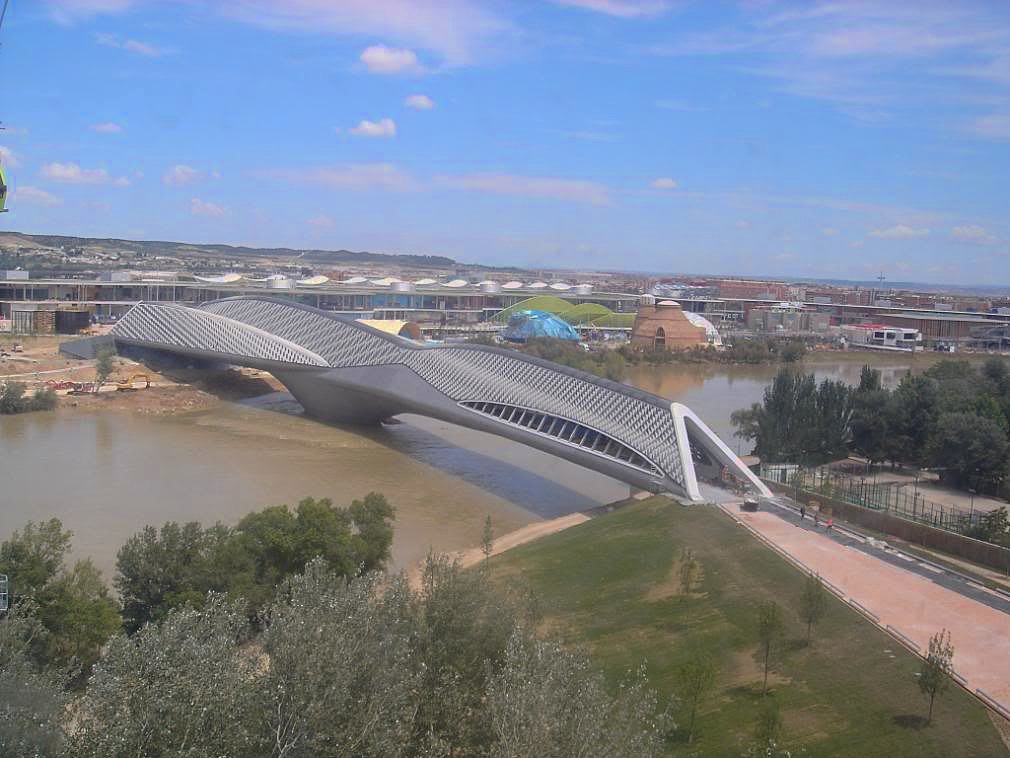
Mostní pavilon

Výstava byla rozdělena na osm částí podle ekologicko-geografických charakteristik:
- ostrovy,
- deštné pralesy,
- oázy,
- lesy mírného pásma,
- led a sníh,
- hory,
- řeky a roviny a
- pastviny.

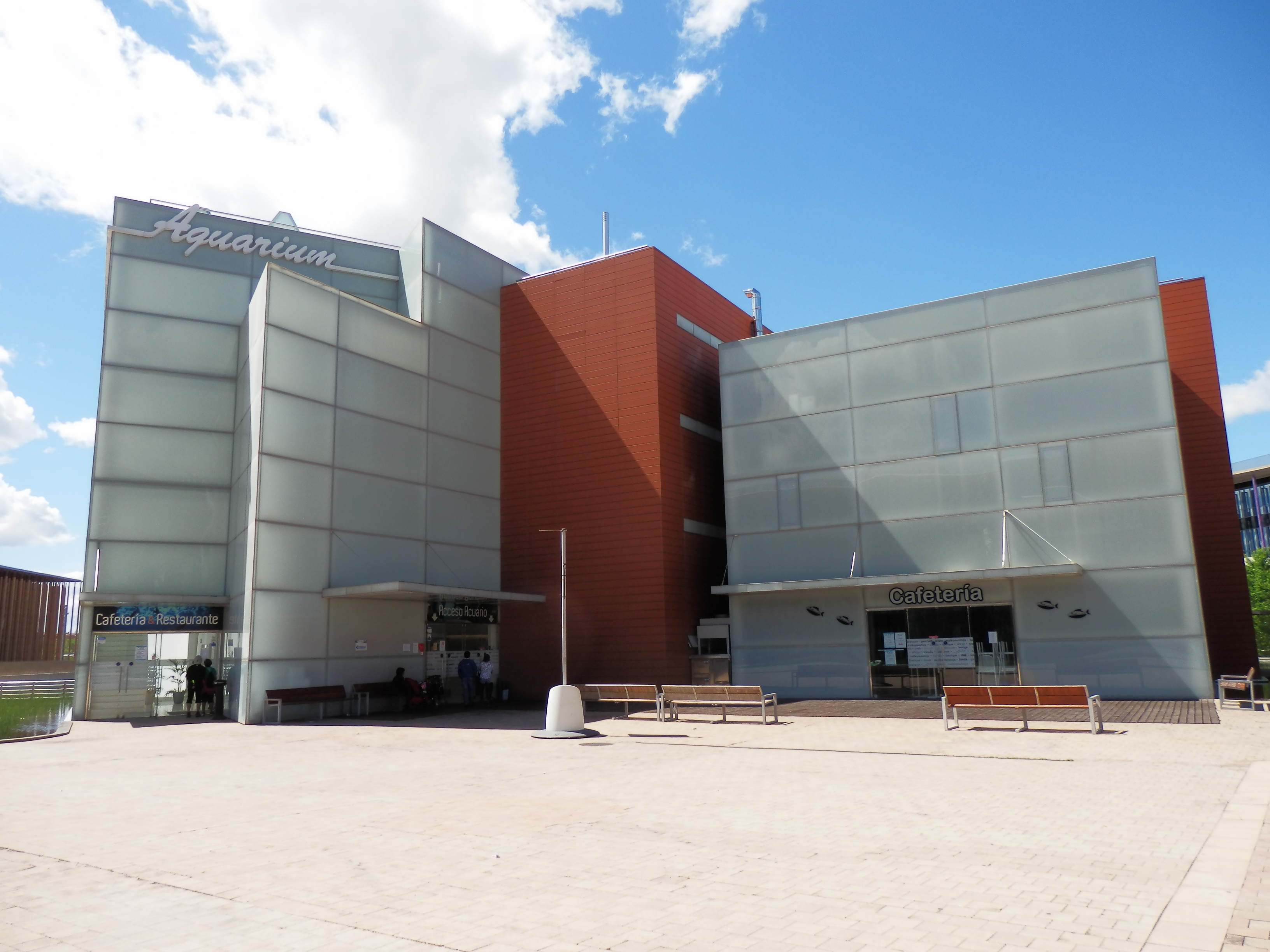
Sladkovodní akvárium

Součástí areálu byla také pouštní zóna, která využívala k vytvoření optických iluzí zrcadla a projekce a kombinace světla a zvuku. 
Expa se zúčastnilo celkem 104 zemí, k nimž se připojila všechna španělská autonomní společenství. Kromě samostatných pavilonů zde byly tři regionální pavilony ze subsaharské Afriky, Latinské Ameriky a Karibiku. V tematických a mezinárodních pavilonech se návštěvníci mohli seznámit s výzvami, kterým planeta v současnosti čelí, a návrhy jejich řešení pro budoucnost. Šest tematických pavilonů upozorňovalo na různá témata speciálními instalacemi věnovanými mimo jiné žízni, čisté energii, správě povodí a hospodaření s vodou ve městech. Největší sladkovodní akvárium v Evropě přiblížilo návštěvníkům rozmanité vodní krajiny hlavních světových říčních toků a představilo více než 300 živočišných druhů z říčních ekosystémů, včetně Nilu, Mekongu, Murray-Darlingu a Ebra.
Jednotlivé státy se snažily kreativně vtáhnout návštěvníky do tématu, německý pavilon nabízel prohlídky miniaturní lodě, švýcarský pavilon umělá jezera vytvořená vodou padající ze stropu a filipínský pavilon mini lázně. Japonsko představilo své kulturní tradice ve vztahu k vodě, nizozemský pavilon se soustředil na význam přehrady a návštěvníci alžírského pavilonu se mohli seznámit se starobylým zavlažovacím systémem „foggara“ i s moderním projektem na přepravu pitné vody 750 km přes Saharu.
Součástí slavnostního zahájení byl koncert Boba Dylana a během konání výstavy zde vystoupili i Patti Smith, Robert Cray, Keb' Mo', Rubén Blades, Diana Krall, Gloria Estefan, kapely Stray Cats a Los Lobos. Zlatou cenu, kterou se oceňuje nejlepší expozice, získaly Filipíny. Česká republika na výstavě zastoupena nebyla.

## Zaragozská charta
Veletrh sloužil také jako intelektuální centrum udržitelného hospodaření s vodou, setkávali se zde vědci a výzkumní pracovníci, inženýři, politici a zástupci podniků z celého světa, aby diskutovali o řešeních různých problémů souvisejících s vodním hospodařením. Návrhy a vize předložené během Expa shrnovala Zaragozská charta, jež obsahuje jasná doporučení pro udržitelné hospodaření s vodními zdroji a naznačuje cestu, kterou se mají ubírat tvůrci politik a obecněji všichni občané světa. Charta byla po skončení výstavy předložena španělské vládě, Mezinárodnímu úřadu pro výstavnictví a generálnímu tajemníkovi OSN.

## Přínos pro město
Expo 2008 umožnilo proměnu nábřeží řeky Ebro i modernizaci centra města. Dopravní infrastruktura Zaragozy se zlepšila díky modernizaci silnic a novým mostům a také díky systému půjčování jízdních kol, který byl zaveden v době před výstavou Expo a který funguje dodnes.